# Monticello (Mississippi)
Monticello is een plaats (town) in de Amerikaanse staat Mississippi, en valt bestuurlijk gezien onder Lawrence County.

## Demografie
Bij de volkstelling in 2000 werd het aantal inwoners vastgesteld op 1726.
In 2006 is het aantal inwoners door het United States Census Bureau geschat op 1709, een daling van 17 (-1.0%).

## Geografie
Volgens het United States Census Bureau beslaat de plaats een oppervlakte van
8,6 km², waarvan 8,4 km² land en 0,2 km² water. Monticello ligt op ongeveer 74 m boven zeeniveau.

## Plaatsen in de nabije omgeving
De onderstaande figuur toont nabijgelegen plaatsen in een straal van 32 km rond Monticello.